# Phyllalia incerta
Phyllalia incerta är en fjärilsart som beskrevs av Walker. Phyllalia incerta ingår i släktet Phyllalia och familjen Eupterotidae. Inga underarter finns listade i Catalogue of Life.